# Sarah Wayne Calliesová
Sarah Wayne Calliesová (* 1. června 1977, La Grange, Illinois, USA) je americká herečka která je nejvíce známa pro svou roli jako Sara Tancrediová v televizním seriálu od Fox, Útěk z vězení, Živí mrtví od AMC a Council of Dads vysílaný stanicí NBC.

## Kariéra
Po několika hostujících rolí v seriálech, získala roli Sary Tancredi (později Scofield) v seriálu Útěk z vězení. V březnu 2008 přišla zpráva, že se nevrátí do čtvrté sérii a tak její postava zemřela. V 5. sérii se ale do děje vrátila. V roce 2010 získala roli Lori Grimes v seriálu Živí mrtví. Ve stejném roce se také objevila v seriálu Dr. House jako pacientka týdne, která fascinuje House a jeho tým. V roce 2011 si zahrála ve filmech Black Gold a Tváře v davu. V roce 2016 se vrátila do televize se seriálem Colony.

## Osobní život
V roce 2002 se provdala za Joshe Winterhalta, kterého potkala na univerzitě Dartmouth. 20. července 2007 se jim narodila dcera. Od té doby se jim také narodil syn.

## Filmografie

### Film
| Rok  | Název                 | Role             | Poznámka |
| ---- | --------------------- | ---------------- | -------- |
| 2006 | Celestinské proroctví | Marjorie         |          |
| 2007 | Šepot                 | Roxanne          |          |
| 2008 | Bittersweet           | Robyn            |          |
| 2010 | Lullaby for Pi        | Josephine        |          |
| 2011 | Black Gold            | Kate Summersová  |          |
| 2011 | Tváře v davu          | Francine         |          |
| 2011 | Foreverland           | Fran             |          |
| 2012 | Black November        | Kate Summersová  |          |
| 2014 | V oku tornáda         | Allison Stoneová |          |
| 2015 | Brána temnoty         | Kristen          |          |
| 2016 | Temná strana dveří    | Maria            |          |
| 2017 | This Is Your Death    | Karina           |          |

### Televize
| Rok             | Název                                     | Role                      | Poznámka                                                          |
| --------------- | ----------------------------------------- | ------------------------- | ----------------------------------------------------------------- |
| 2003            | Zákon a pořádek: Útvar pro zvláštní oběti | Jenny Rochesterová        | díl: „Privilege“                                                  |
| 2003            | Dragnet                                   | Kathryn "Kate" Randallová | díl: „The Brass Ring“                                             |
| 2003            | Tarzan                                    | Jane Porterová            | hlavní role, 9 dílů                                               |
| 2003, 2007      | Queens Supreme                            | Kate O'Malleyová          | 5 dílů                                                            |
| 2004            | The Secret Service                        | Laura Kellyová            | TV film                                                           |
| 2005            | Vražedná čísla                            | agentka Kim Hallová       | díl: „Padělaná realita“                                           |
| 2005–2009, 2017 | Útěk z vězení                             | Sara Tancrediová          | hlavní role, 76 dílů                                              |
| 2010            | Dr. House                                 | Julia                     | díl: „Otevřít a zavřít“                                           |
| 2010            | Tangled                                   | Chloe / Sally             | TV film                                                           |
| 2010-2013, 2018 | Živí mrtví                                | Lori Grimesová            | 36 dílů                                                           |
| 2016–2018       | Colony                                    | Katie Bowmanová           | Hlavní role (1.–3. řada), 36 dílů                                 |
| 2017            | Dlouhá cesta domů                         | Leann Volesky             | hlavní role, 6 dílů                                               |
| 2017            | Robot Chicken                             | Lori Grimes (hlas)        | díl: „The Robot Chicken Walking Dead Special: Look Who's Walking“ |
| 2018–2019       | Letterkenny                               | Anita Dyck                | díly: „Dyck's Slip Out“ a „Holy Sheet“                            |
| 2019            | Unspeakable                               | Margaret Sanders          | hlavní role (1. řada), 8 dílů                                     |
| 2020            | Council of Dads                           | Robin Perry               | hlavní role, 10 dílů                                              |